# سبيل وكتاب علي أغا دار السعادة
سبيل وكتاب علي أغا دار السعادة هو أثر إسلامي كائن بشارع السيوفية "في خط الصليبة الطولونية فيما بين زاوية الأبّار وتكيّة المولويّة بالقرب من حارة البقر على يسار السالك طالبا الصليبة بحي الخليفة. أنشأه الأمير علي أغا دار السعادة سنة 1677 (1088هـ) وبنى فوقه كُتاباً لتعليم الأطفال الأيتام القراءة والكتابة وتحفيظ القرآن الكريم، وأقام إلى جواره خمسة عشر حانوتا وحوضا لسقي الدواب وللسبيل شباك واحد لتسبيل ماء الشر. الحوانيت وحوض سقى الدواب اندثرت تماما وغير موجودة الآن. ذكر علي مبارك هذا السبيل والكتاب 1 ولم يذكر الحوانيت وحوض الدواب.

## الوصف
حجرة التسبيل مربعة الشكل بها شباك واحد للتسبيل في واجهة السّبيل المطلة على شارع السّيوفية ويغشى الشباك مصبعات من النحاس يتخلل بعضها لفظ الجلالة. وبصدر حجرة التسبيل توجد دخلة الشذروان. إلى اليسار من شباك التسبيل من الخارج كتلة الدخول إلى السبيل وهي تتكون من دخلة مستطيلة يتوجها عقد ثلاثي، وباب الدخول يؤدى إلى دهليز مستطيل إلى اليسار منه يوجد باب حجرة التسبيل، ويمتد الدهليز إلى الداخل حيث يوجد إلى اليمين سلم صاعد إلى الكتاب ثم ينكسر ليؤدى إلى ملاحق السبيل الخلفية وهي عبارة عن حجرة غير منتظمة الشكل بها حوض كبير مجاور لجدار الحجرة الشمالي الغربي كان يستخدم كحاصل لدفع الماء إلى حوض التسبيل.
سقف السّبيل من براطيم خشب مزخرفة بالتجليد والألوان المذهبة ويوجد أسفل السقف إزار من الخشب عليه كتابة تسجيلية تتضمن البسلممة والآيات من 5 إلى 7 من سورة الإنسان، واسم المنشئ وألقابه يُقرأ النص التسجيلي: "بسم الله الرحمن الرحيم/ ان الأبرار يشربون من كأس كان مزاجها كافورا/ عينا بشرب بها عباد الله يفجرونها تفجيرا/ يوفون بالنذر ويخافون يوما كان شره مستطيرا/ صدق الله العظيم/ أنشأ هذا السبيل المبارك من فضل الله تعالى الأمير الكبير على أغا خازندار دار السعادة سنة 1088هـ"3. كتلة الدخول إلى السبيل بالدور الأرضي بُنى فوقها حجرة مستطيلة ملحقة بحجرة الكتاب كانت مخصصة للمؤدب ولها مدخل مستقل عن مدخل الكتاب.